# Theodo III.
Theodo III. (* 770; † nach 793) war Herzog von Bayern als Mitregent seines Vaters Tassilo III. Er war der erstgeborene Sohn von Tassilo III. und seiner Gemahlin Liutberga.
Zu Pfingsten 772 wird Theodo von Papst Hadrian I. gesalbt und hat damit eine königsgleiche Stellung erhalten. 776 erhob Tassilo seinen Sohn zum Mitherrscher von Baiern.
Am 3. Oktober 787 unterwarf Karl der Große Tassilo und Theodo wurde als Geisel genommen. Nachdem Tassilo 788 in dem Prozess von Ingelheim endgültig gestürzt worden war, wurde die gesamte Agilolfingerfamilie in verschiedene Klöster verbracht und alle Mitglieder sind im Kloster verstorben.